# یواس‌اس کورونادو (پی‌اف-۳۸)
یواس‌اس کورونادو (پی‌اف-۳۸) (به انگلیسی: USS Coronado (PF-38)) یک کشتی بود که طول آن ۳۰۳ فوت ۱۱ اینچ (۹۲٫۶۳ متر) بود. این کشتی در سال ۱۹۴۳ ساخته شد.